# Saison 5 des Vacances de l'amour
Chronologie
Saison 4
Cet article présente la cinquième saison de la série télévisée Les Vacances de l'amour.

## Distribution

### Acteurs principaux (dans l'ordre d'apparition au générique)
- Isabelle Bouysse : Jeanne Garnier ( épisode 1 à 11)
- Laure Guibert : Bénédicte Breton (épisodes 1 à 18)
- Laly Meignan : Laly Polleï (épisodes 1 à 18)
- Patrick Puydebat : Nicolas Vernier (épisodes 1 à 18)
- Rochelle Redfield : Johanna McCormick (épisodes 1 à 18)
- Tom Schacht : Jimmy Werner (épisodes 1 à 4 et 9 à 18)
- Philippe Vasseur : José Da Silva (épisodes 1 à 18)
- Hélène Rollès : Hélène Girard (épisodes 1 à 18)

### Acteurs récurrents
- Sébastien Roch : Christian Roquier (épisodes 7 à 18)
- Ludovic Van Dorm : Stéphane Charvet (épisodes 1 à 18)
- Lakshan Abenayake : Rudy Ayake (épisodes 1 à 18)
- Ève Peyrieux : Ève Watson (épisodes 3 à 10 et 15 à 18)
- Audrey Moore : Audrey McAllister ( épisodes 13 à 18)
- Manon Saidani : Ninon (épisodes 5 à 8 et 10)
- Boris de Mourzitch : Hugo (épisodes 3 à 18)

## Production
Les épisodes 1 et 2 devaient inaugurer une nouvelle série (pour une autre chaîne que TF1) faisant suite aux Vacances de l'amour et ayant pour titre Love Island Caraïbes. Finalement, TF1 commandant de nouveaux épisodes, ces deux opus seront inclus dans la série Les Vacances de l'amour.
Cette saison a été tournée entre 2003 et 2004.

## Liste des épisodes
1. Nouvelle vie, première partie
2. Nouvelle vie, seconde partie
3. Dérapages
4. Injoignable
5. Espoir et désespoirs
6. Chute libre
7. Une si jolie histoire
8. Pour de vrai
9. Désillusion
10. Point de rupture
11. Dans les airs
12. Sans elle
13. Le temps
14. Enfin
15. Furieusement
16. Guérilla
17. Dîners
18. À suivre…

### Épisode 1:Nouvelle vie, première partie
- Jean-Philippe Azema
- Yves Collignon

### Épisode 2:Nouvelle vie, seconde partie
- Jean-Philippe Azema
- Yves Collignon

### Épisode 3:Dérapages
- Boris de Mourzitch

### Épisode 4:Injoignable
- Boris de Mourzitch

### Épisode 5:Espoir et désespoirs
- Boris de Mourzitch
- Manon Saidani

### Épisode 6:Chute libre
- Boris de Mourzitch
- Manon Saidani

### Épisode 7:Une si jolie histoire
- Boris de Mourzitch
- Manon Saidani

### Épisode 8:Pour de vrai
- Boris de Mourzitch
- Manon Saidani

### Épisode 9:Désillusion
- Boris de Mourzitch

### Épisode 10:Point de rupture
- Boris de Mourzitch
- Manon Saidani

### Épisode 11:Dans les airs
- Boris de Mourzitch

### Épisode 12:Sans elle
- Boris de Mourzitch

### Épisode 13:Le temps
- Boris de Mourzitch

### Épisode 14:Enfin
- Boris de Mourzitch

### Épisode 15:Furieusement
- Boris de Mourzitch
- Catherine Descoups

### Épisode 16:Guérilla
- Boris de Mourzitch
- Catherine Descoups

### Épisode 17:Dîners
- Boris de Mourzitch
- Catherine Descoups

### Épisode 18:À suivre…
- Boris de Mourzitch
- Catherine Descoups